# São Francisco do Conde Esporte Clube
O São Francisco do Conde Esporte Clube (SFCEC), também referido como SFC Esporte Clube, é um clube brasileiro de futebol feminino da cidade de São Francisco do Conde, na Bahia. O clube conquistou treze títulos baianos entre 2001 e 2014, sendo que em 2007 não foi realizada a competição.
Surgiu em 2001 com o fim do time feminino do Galícia Esporte Clube, após uma proposta do município de São Francisco do Conde à comissão técnica e atletas decidiram mudar-se para a nova cidade e formar o novo clube. Foi campeão de todas as competições estaduais que participou entre 2001 e 2012, além de duas competições nacionais em 2000 e 2003.
A equipe feminina conseguiu o terceiro lugar na Copa do Brasil de Futebol Feminino em 2007, 2009 e 2010 e quarto lugar em 2012.

## Títulos

### Estaduais
- Campeonato Baiano Feminino: 2001, 2002, 2003, 2004, 2005, 2006, 2008, 2009, 2010, 2011, 2012, 2013 e 2014, 2015-16.

### Nacionais
- Copa Nacional Feminina: 2000, 2003.

## Ranking da CBF de Futebol Feminino
Na mais recente publicação, o São Francisco ocupou a terceira colocação com 11 056 pontos.